# Revel (Haute-Garonne)
Revel település Franciaországban, Haute-Garonne megyében. Lakosainak száma 9686 fő (2022. január 1.). Revel La Pomarède, Belleserre, Blan, Garrevaques, Montgey, Palleville, Sorèze, Montégut-Lauragais, Nogaret, Saint-Félix-Lauragais és Vaudreuille községekkel határos.

## Népesség
A település népessége az elmúlt években az alábbi módon változott:
| Lakosok száma | 6843 | 7448 | 7520 | 8856 | 9364 | 9546 | 9582 | 9637 | 9652 | 9686 |
|               | 1968 | 1982 | 1990 | 2006 | 2013 | 2015 | 2017 | 2019 | 2020 | 2022 |